# Thảm sát Hải Phòng
Thảm sát Hải Phòng là một cuộc thảm sát của chính quyền thực dân Pháp nhằm vào người biểu tình làm 6000 người thiệt mạng tại Hải Phòng ngày 23 tháng 11 năm 1946, đây là sự kiện làm bùng nổ toàn quốc kháng chiến tại Việt Nam.

## Diễn biến
Ngày 20 tháng 11 năm 1946, người Hải Phòng tổ chức biểu tình phản đối các nhân viên hải quan Pháp tại thành phố. Để giải quyết tình hình Hồ Chí Minh đề nghị phía Pháp phương án nhân sự hỗn hợp Việt - Pháp trong các cơ quan hải quan nhưng phía Pháp kiên quyết từ chối. Ngay 22 tháng 11, tướng Jean Étienne Valluy, Tư lệnh Pháp tại Đông Dương đánh điện ra lệnh cho Đại tá Dèbes, Tư lệnh quân đội Pháp tại Hải Phòng bằng mọi giá phải giành quyền làm chủ Hải Phòng. Tới ngày 23 tháng 11, Dèbes huy động 3 chiến hạm nã pháo vào Hải Phòng. Sau đó, Paul Mus (cố vấn chính trị của tướng Leclerc) thông báo với đô đốc Battet rằng vụ pháo kích đã khiến 6000 người thiệt mạng, chủ yếu là dân thường. Đây chính là sự kiện làm bùng nổ Toàn quốc kháng chiến ở Việt Nam.